# 折腰内海水浴場
折腰内海水浴場（おりこしないかいすいよくじょう）は、青森県北津軽郡中泊町にある海水浴場である。

## 概要
国道339号沿いにあり、道の駅こどまり・折腰内オートキャンプ場が近くにある。

## 営業期間
- 7月中旬〜8月中旬

## その他
- オートキャンプ場は、1998年7月11日から営業を開始。[1]
- 毎年7月中旬には、2001年から[2]青森放送主催のRABビーチサッカー青森県大会inこどまりが、ビーチサッカー東北大会の予選も兼ねて開催されている。